# Jurassic Park (film)
Jurassic Park is een Amerikaanse film uit 1993 van regisseur Steven Spielberg. Hij is geproduceerd door Universal Studios en geldt als een van de succesvolste sciencefiction-avonturenfilms aller tijden.
De film is gemaakt naar het gelijknamige boek van Michael Crichton, dat drie jaar eerder verscheen. Het verhaal gaat over een miljardair die erin slaagt om op een eiland dinosauriërs te herscheppen uit hun DNA. Deze worden in een park als attractie gebruikt, maar tijdens een controlebezoek vóór de officiële opening loopt het helemaal uit de hand.
Jurassic Park betekende een grote doorbraak voor digitale visual effects. Voor het eerst kon men bewegende dieren volledig met de computer voortbrengen. Voorheen gebruikte men hiervoor stop-motion- en go-motion-technieken.

## Verhaal

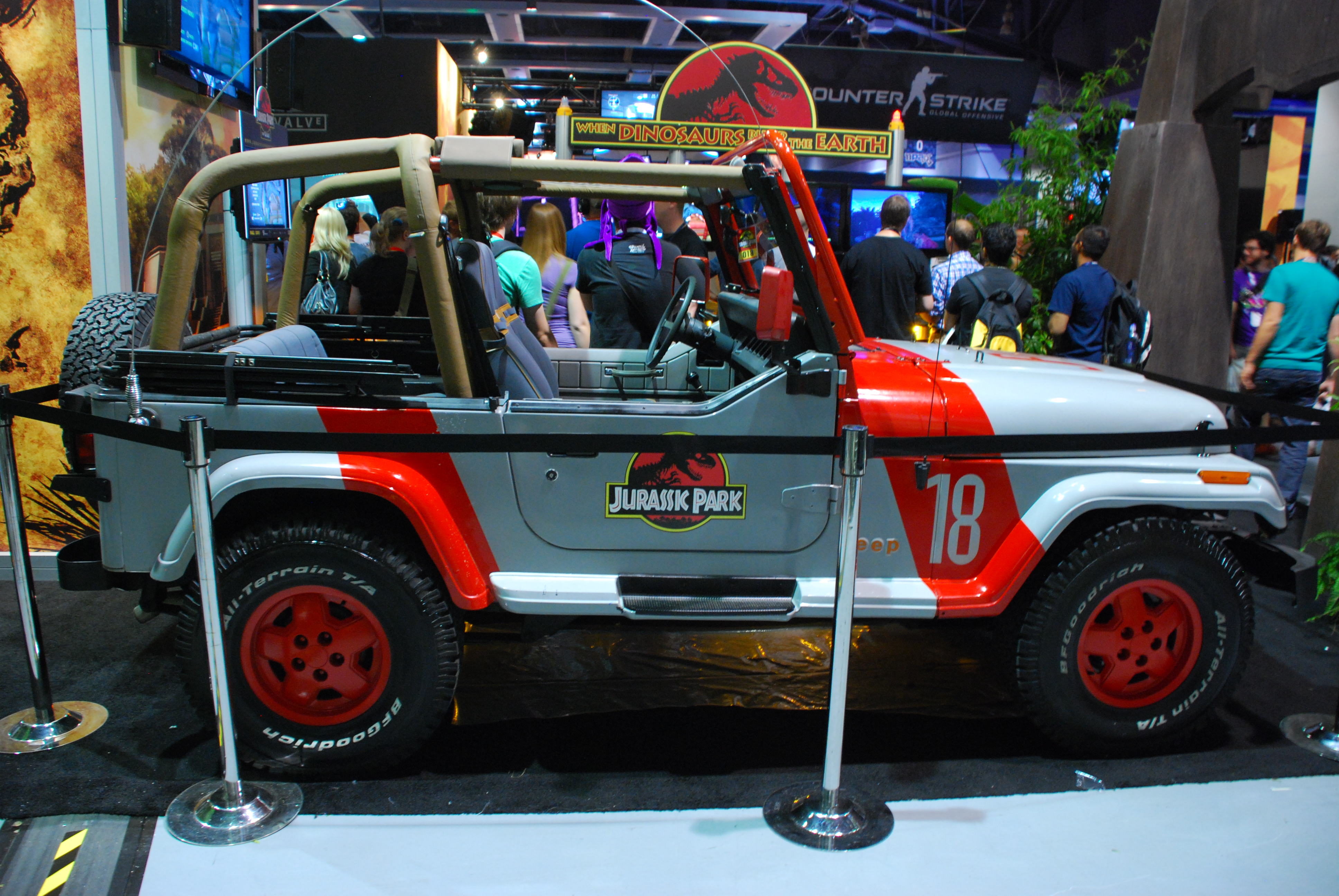
Jeep die in de film door medewerkers van het park gebruikt wordt

Op Isla Nublar, een eiland voor de kust van Costa Rica, heeft de miljardair John Hammond een thema- en dierenpark speciaal voor prehistorische dieren laten bouwen, genaamd Jurassic Park (naar het geologische tijdperk Jura). Met hulp van een aantal wetenschappers is hij erin geslaagd om dinosauriërs te klonen, die hij nu als toeristische attractie aan het publiek wil tonen.
Nadat een Velociraptor terwijl ze in haar verblijf wordt geplaatst een van de medewerkers aanvalt en doodt, willen de investeerders voor de officiële opening de veiligheid van het park laten controleren. Hammond wil zo snel mogelijk goedkeuring en haalt daarom de paleontoloog Alan Grant en de paleobotanicus Ellie Sattler ertoe over om een weekend in zijn park te vertoeven. Hun opdracht is om aan te tonen dat alles er in orde is. Ook de advocaat Donald Gennaro en de chaostheorie-deskundige Ian Malcolm gaan mee. Intussen heeft Dennis Nedry, de computertechnicus van het park, van het concurrerend bedrijf Biosyn de opdracht gekregen om de embryo's van alle dieren in het park voor anderhalf miljoen dollar te stelen.

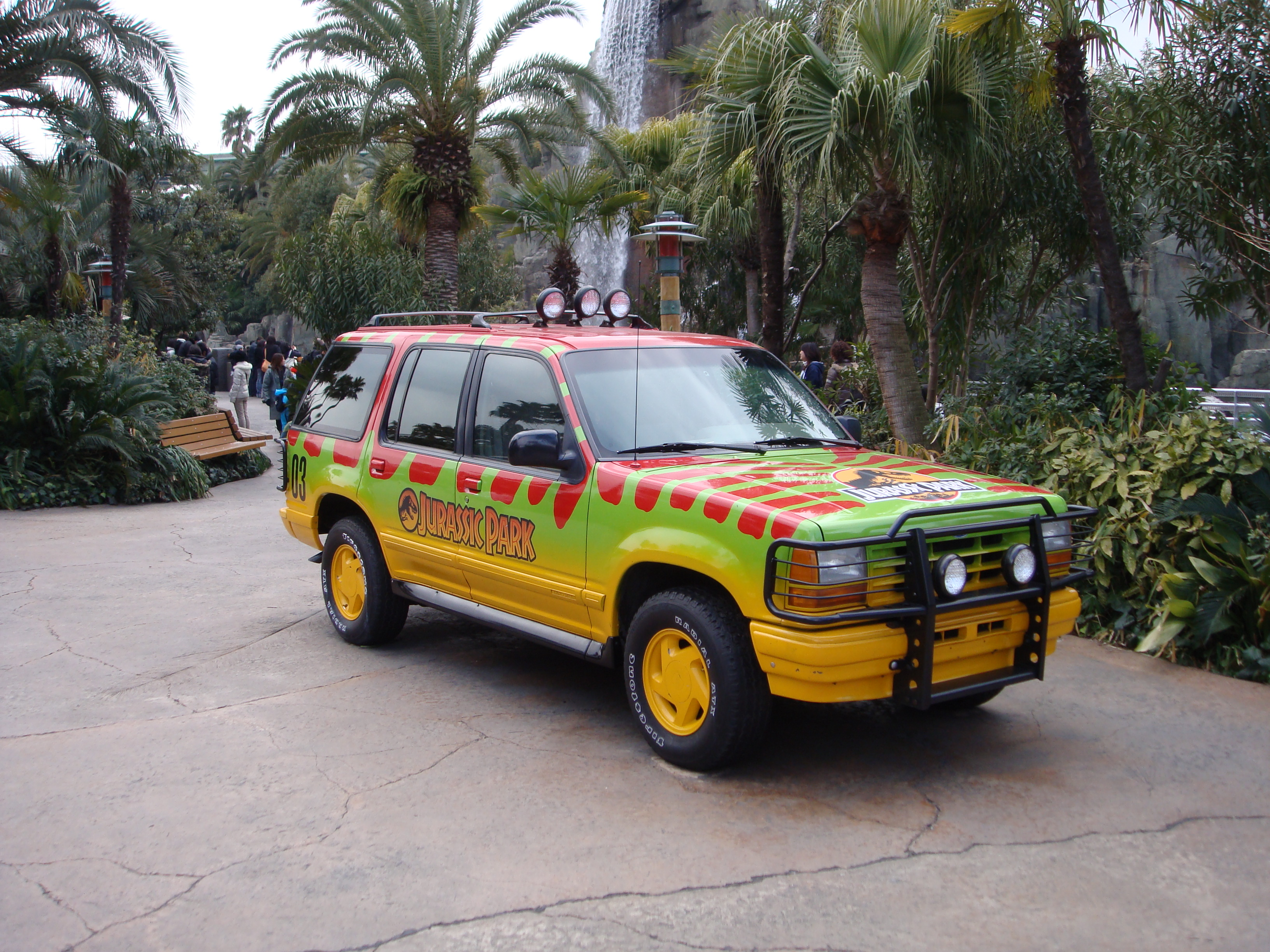
Een van de twee jeeps van de tour

Op het eiland aangekomen zien de bezoekers hoe Hammond erin geslaagd is om van de reeds 65 miljoen jaar geleden uitgestorven dieren weer levende exemplaren te kweken. Door middel van in barnsteen ingesloten muggen hebben de wetenschappers dinosauriërbloed bemachtigd, waarin zich het DNA van de dino's bevindt. Omdat het DNA oud is en er stukken ontbreken, gebruiken ze DNA van amfibieën om de gaten te vullen en zo het dinosauriër-genoom alsnog compleet te maken. Ook zien ze in het laboratorium een velociraptorjong uit het ei komen.

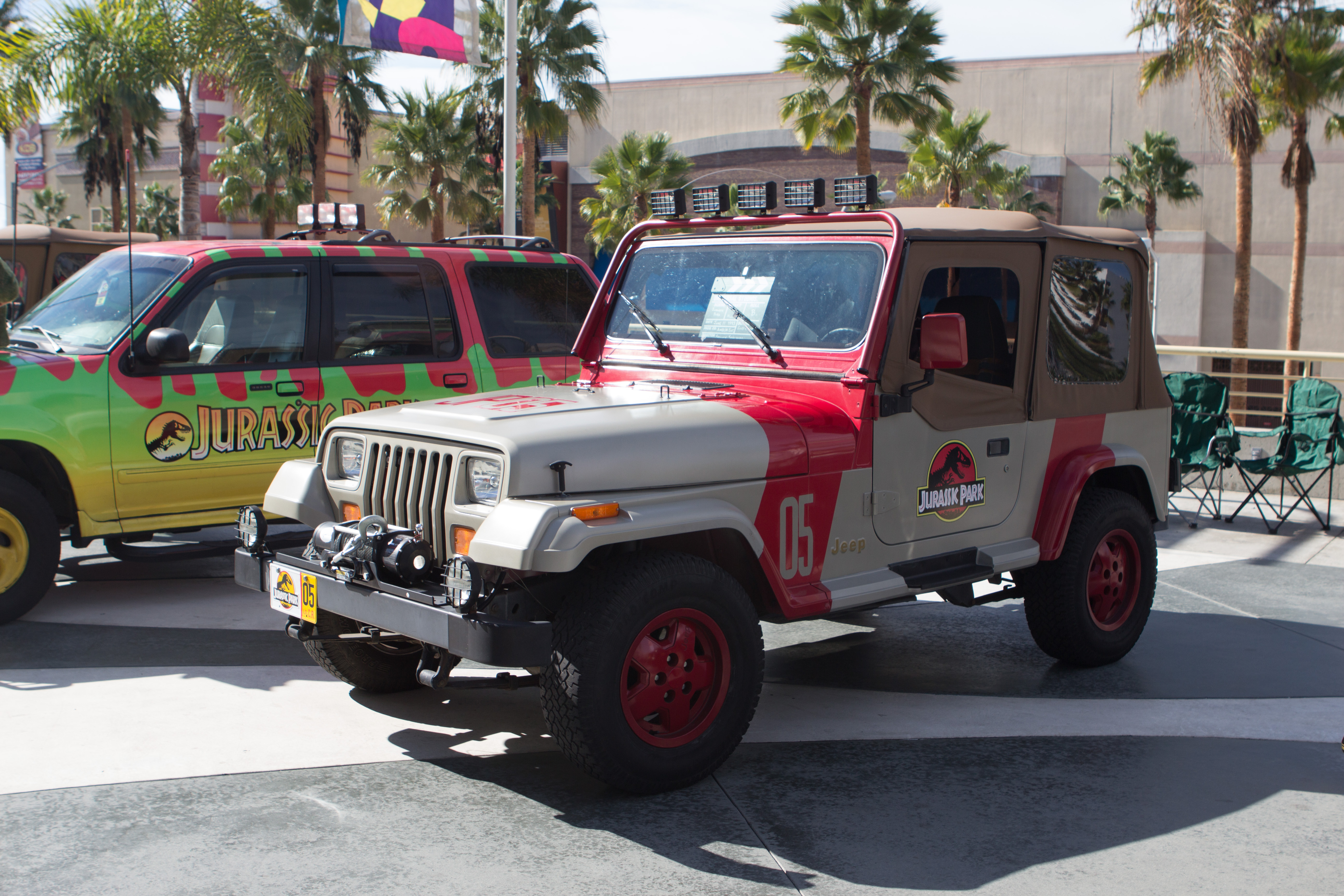
Wanneer het regent wordt er een kap over de jeeps voor het personeel gedaan

Als de wetenschappers en de advocaat even later met de rondrit door het park willen beginnen, krijgen ze gezelschap van Hammonds kleinkinderen, Lex en Tim Murphy. Hammond had hen speciaal uitgenodigd om de wetenschappers te laten zien dat het park kindvriendelijk is. Tijdens de tour door het park krijgen ze twee keer geen dinosauriërs te zien. Om toch nog te proberen een Tyrannosaurus te lokken, brengen de medewerkers van het park een geit in het verblijf. De Tyrannosaurus komt vooralsnog niet opdagen en de tour gaat verder. Dan komen ze langs een zieke Triceratops en ze springen uit het voertuig. Ellie onderzoekt de uitwerpselen van het dier en besluit nog even bij dierenarts dr. Harding te blijven om het dier verder te bestuderen, terwijl de rest van de groep terug richting het bezoekerscentrum gaat. Inmiddels breekt er een storm los.
Nedry schakelt intussen het parksysteem – deurbeveiliging, hekwerk, telefoons en dergelijke – voor een deel uit. Het lukt hem om de embryo's ongezien te pakken te krijgen en hij vertrekt op weg naar de haven. Onderweg door de jungle verdwaalt hij. Plotseling komt zijn auto in de gietende regen vast te zitten. Als Nedry uitstapt, ziet hij een Dilophosaurus die een verblindend en verlammend gif in zijn ogen spuwt. Nedry verliest de embryo's en wordt door de Dilophosaurus aangevallen.
Doordat het systeem uitgeschakeld is, blijven de wagens van de rondrit bij het verblijf van de Tyrannosaurus stilstaan. Even later komt de Tyrannosaurus tevoorschijn en verslindt eerst de geit die was neergezet om haar te lokken. Doordat de hekken onklaar zijn gemaakt, slaagt de Tyrannosaurus erin los te breken uit haar verblijf waarna ze de auto aanvalt waar Tim en Lex in zitten. Gennaro vlucht uit de auto, maar wordt even later door de Tyrannosaurus ontdekt en opgegeten. Grant, die samen met Malcolm in de auto achter hen zat, weet de Tyrannosaurus weg te lokken en slaagt erin om de kinderen te redden. Malcolm raakt zwaargewond.
De volgende morgen ontdekken Alan, Lex en Tim in de jungle dinosauriëreieren. De gekloonde dinosauriërs kunnen zich blijkbaar toch voortplanten, hoewel wetenschapper Henry Wu eerder beweerde dat alle dino-exemplaren vrouwtjes waren. Alan herinnert zich dat een deel van het DNA van de dino's amfibisch DNA is. In een omgeving met maar één geslacht kunnen sommige amfibieën van geslacht veranderen, om zich zodoende toch voort te kunnen planten.
In het bezoekerscentrum wordt besloten het volledige parksysteem uit te schakelen, aangezien ze het park niet terug in werking krijgen zonder Nedry. Dit kan alleen handmatig, vanuit een gebouwtje op het terrein. Ray Arnold, een van de computertechnici, besluit dat te doen. De anderen gaan ondertussen schuilen in een veiligheidsbunker. Als Arnold na een tijdje nog niet terug is, wordt de rest ongerust. Ellie en jachtopziener Robert Muldoon gaan er zelf heen. Inmiddels zijn ook de Velociraptors uit hun verblijf ontsnapt. Terwijl Muldoon denkt dat hij een Velociraptor in het vizier heeft, wordt hij verrast door een andere raptor.
Alan en de kinderen komen bij het grote veiligheidshek rondom de bebouwde zone en klimmen eroverheen om naar het bezoekerscentrum te gaan. Ellie, die ondertussen in het gebouwtje is, schakelt net op dat moment de stroom in. Ze moet vluchten voor een aanvallende Velociraptor en ontdekt een afgebeten arm van Ray. In de veronderstelling dat raptors geen deuren kunnen openen, sluit ze hem in het schuurtje op door de deur dicht maar niet op slot te doen. Ellie wist niet dat Tim nog over het hek klom terwijl ze de stroom aanzette. Hij wordt geëlektrocuteerd, maar overleeft dit. Alan, Lex en Tim zetten hun tocht naar het bezoekerscentrum verder.
Alan laat de kinderen in het restaurant van het bezoekerscentrum achter en gaat weg om de anderen te zoeken. Wanneer Alan weg is, verschijnen er twee Velociraptors in het restaurant. Alan en Ellie arriveren nog op tijd om Tim en Lex te redden en samen gaan ze naar de controlekamer. Het blijkt dat de Velociprators deuren kunnen openen. Lex schakelt het beveiligingssysteem weer aan. De sloten worden geactiveerd, maar een van de raptors breekt door een raam heen. Ze vluchten allen naar de inkomhal, maar daar zijn de raptors ook al. Kort daarop komt de Tyrannosaurus binnen en valt op haar beurt de raptors aan. Alan, Ellie, Lex en Tim maken van de gelegenheid gebruik om uit het gebouw te ontsnappen.
Net op dat moment komen Ian en John aangereden met een jeep. Ze besluiten het park niet goed te keuren. John, Ian, Alan, Ellie, Lex en Tim gaan naar het helikopterplatform en stappen in een helikopter richting het vasteland.

## Rolverdeling
| Acteur               | Personage                     | Opmerkingen |
| -------------------- | ----------------------------- | --- |
| Sam Neill            | Dr. Alan Grant                | Speelt ook een hoofdrol in Jurassic Park III en Jurassic World Dominion                                                                 |
| Laura Dern           | Dr. Ellie Sattler             | Ook te zien in Jurassic Park III en speelt ook een hoofdrol in Jurassic World Dominion                                                  |
| Jeff Goldblum        | Dr. Ian Malcolm               | Speelt ook een hoofdrol in The Lost World: Jurassic Park en Jurassic World Dominion en is ook te zien in Jurassic World: Fallen Kingdom |
| Richard Attenborough | John Hammond                  | Ook te zien in The Lost World: Jurassic Park                                                                                            |
| Bob Peck             | Robert Muldoon                | |
| Martin Ferrero       | Donald Gennaro                | |
| Joseph Mazzello      | Tim Murphy                    | Ook te zien in The Lost World: Jurassic Park                                                                                            |
| Ariana Richards      | Alexis "Lex" Murphy           | Ook te zien in The Lost World: Jurassic Park                                                                                            |
| Samuel L. Jackson    | Ray Arnold                    | |
| B.D. Wong            | Dr. Henry Wu                  | Ook te zien in Jurassic World en Jurassic World: Fallen Kingdom                                                                         |
| Wayne Knight         | Dennis Nedry                  | |
| Gerald R. Molen      | Dr. Gerry Harding             | |
| Miguel Sandoval      | Juanito Rostagno              | |
| Cameron Thor         | Lewis Dodgson                 | |
| Greg Burson          | Mr. D.N.A.                    | Stem |
| Richard Kiley        | Gids in wagen tijdens rondrit | Stem |

## Dinosauriërs

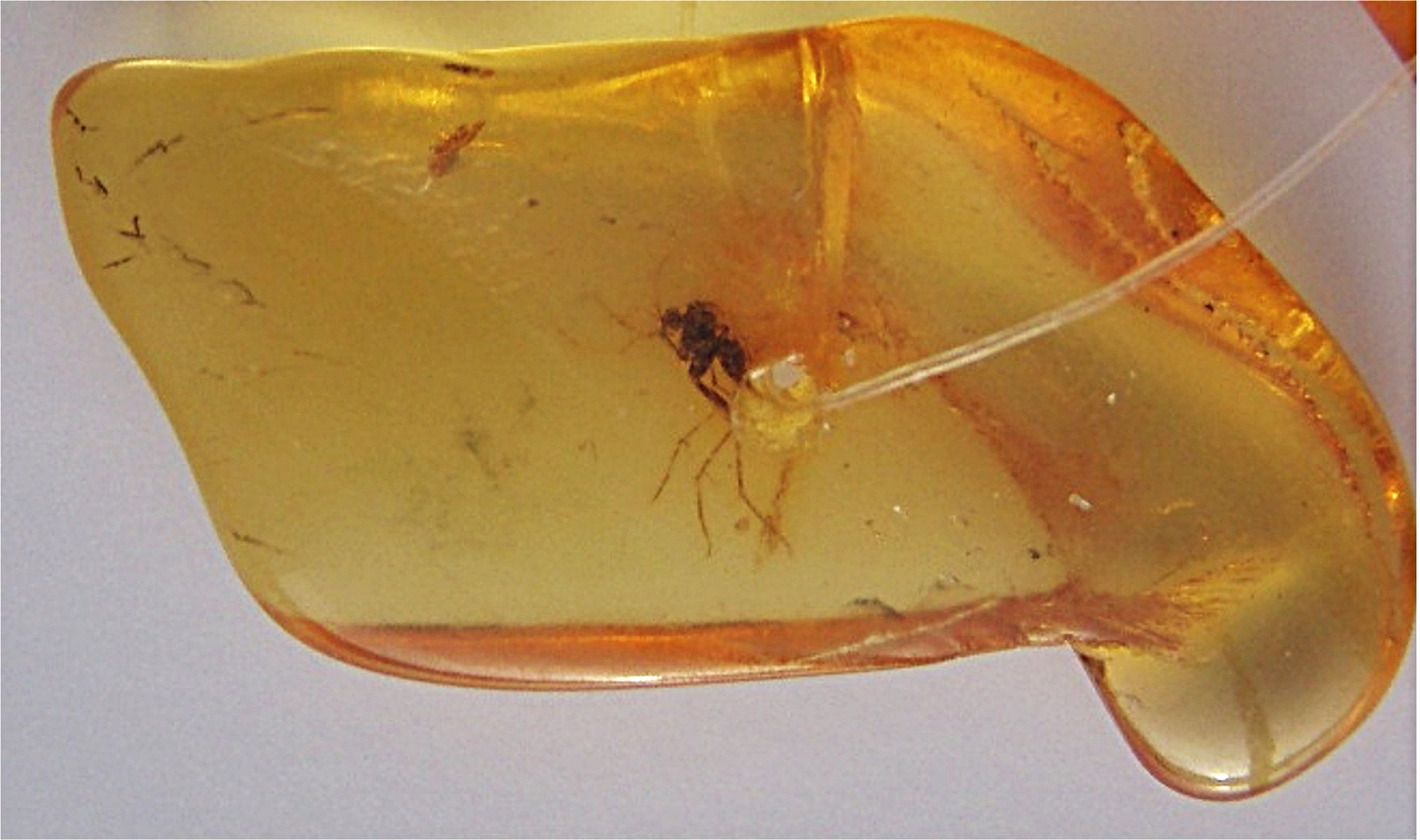
Een insect omhuld in barnsteen. Met ingesloten muggen met dinosaurusbloed in hun lichaam verkrijgen de medewerkers van Jurassic Park dinosaurus-DNA

Deze dinosauriërs zijn in de film te zien:
- Brachiosaurus
- Dilophosaurus
- Gallimimus
- Parasaurolophus
- Triceratops
- Tyrannosaurus rex
- Velociraptor

## Ontwikkeling en productie
In oktober 1989 hadden Crichton en Spielberg een gesprek over het scenario van wat later de televisieserie ER zou worden. Daarnaast ging het gesprek ook over Crichtons toekomstige roman Jurassic Park en Spielberg kwam toen al op het idee van een verfilming. Alvorens het boek verscheen, vroeg Crichton om een ononderhandelbaar honorarium van $ 1,5 miljoen alsook een deel van de opbrengsten van de film. Crichton kreeg uiteindelijk € 1,3 miljoen euro voor de filmrechten. Warner Bros. & Tim Burton, Columbia Pictures & Richard Donner, en 20th Century Fox & Joe Dante boden op de film, maar de rechten gingen uiteindelijk in mei 1990 naar Universal Studios.
Aanvankelijk was Spielberg van plan geweest om Jurassic Park pas na Schindler's List uit te brengen. Deze volgorde werd omgedraaid omdat de directeur van de Music Corporation of America (toen nog het moederbedrijf van Universal Pictures), Sid Sheinberg, dit als voorwaarde voor zijn goedkeuring voor Schindler's List stelde. Beide films verschenen in 1993.
Op 24 augustus 1992 werd begonnen met de opnamen. Deze vonden onder andere plaats op de Hawaïaanse eilanden Kauai en Oahu. Tijdens de opnamen op Kauai kwam orkaan Iniki aan land. Enkele stormscènes zijn dan ook opgenomen tijdens deze orkaan.
De geluidseffecten die het geluid van de dino's voorstellen, werden gemaakt door opnames van bronstige en parende dieren. Onder andere de jackrussellterriër van een medewerker van de film werd gebruikt voor het geluid van de Tyrannosaurus.
De Velociraptors zijn in de film geheel bedekt met schubben, aangezien men er tijdens de productie van de film van uitging dat deze er vroeger effectief zo uitzagen. De tegenwoordig gangbare theorie dat veel dinosauriërs veren hadden, was in de tijd dat Jurassic Park uitkwam nog niet algemeen aanvaard. In het tweede vervolg, Jurassic Park III, heeft men het uiterlijk van de raptors enigszins hierop aangepast door ze enkele veren op de kop te geven.

## Sequels
Er zijn vijf vervolgfilms gemaakt:
- The Lost World: Jurassic Park (1997), ook geregisseerd door Steven Spielberg
- Jurassic Park III (2001), geregisseerd door Joe Johnston
- Jurassic World (2015), geregisseerd door Colin Trevorrow
- Jurassic World: Fallen Kingdom (2018), geregisseerd door Juan Antonio Bayona
- Jurassic World Dominion (2022), geregisseerd door Colin Trevorrow
- Jurassic World Rebirth (2025), geregisseerd door Gareth Edwards

Hoewel Spielberg de laatste vijf films uit de reeks niet regisseerde, bleef hij telkens wel betrokken als producent.

## Prijzen/nominaties
Jurassic Park won alle drie de Oscars waarvoor de film was genomineerd: de Academy Award for Best Sound Editing voor de beste geluidseffectbewerking, de Academy Award for Best Sound voor het beste geluid en de Academy Award for Best Visual Effects voor de beste visuele effecten.
Daarnaast won de film nog 19 andere prijzen en kreeg de eretitel van succesvolste film, totdat deze titel in 1997 werd overgenomen door Titanic.

## Soundtrack
Alle muziek is geschreven door John Williams.
| 1.                 | Opening Titles               | 0:32 |
| 2.                 | Theme from Jurassic Park     | 3:27 |
| 3.                 | Incident at Isla Nublar      | 5:20 |
| 4.                 | Journey to the Island        | 8:52 |
| 5.                 | The Raptor Attack            | 2:48 |
| 6.                 | Hatching Baby Raptor         | 3:20 |
| 7.                 | Welcome to Jurassic Park     | 7:55 |
| 8.                 | My Friend, the Brachiosaurus | 4:16 |
| 9.                 | Dennis Steals the Embryo     | 4:55 |
| 10.                | A Tree for My Bed            | 2:12 |
| 11.                | High-Wire Stunts             | 4:08 |
| 12.                | Remembering Petticoat Lane   | 2:48 |
| 13.                | Jurassic Park Gate           | 2:03 |
| 14.                | Eye to Eye                   | 6:32 |
| 15.                | T-Rex Rescue and Finale      | 7:39 |
| 16.                | End Credits                  | 3:28 |
| Totale duur: 70:23 |                              |      |

### Voorbeeld van de themamuziek
Onderstaande is een voorbeeld van een melodie uit de themamuziek van de soundtrack. Het gaat hierbij echter niet om een fragment van de in de film gebruikte muziek.

## Verschillen met het boek
Er zijn een aantal verschillen tussen het boek en de gelijknamige verfilming ervan.
- In het boek sterft John Hammond, hij wordt aangevallen door een groepje Procompsognathussen. In de film blijft hij leven en komt zelfs in de tweede film ook in beeld.
- In het boek komt men een zieke Stegosaurus tegen, geen Triceratops.
- In het boek is Tim ouder dan Lex. Tim, en niet Lex, slaagt erin de parksystemen terug in te schakelen.
- In het boek blijven Gennaro en Muldoon in leven en spelen eveneens een vrij belangrijke rol in de finale van het boek, terwijl Henry Wu wel sterft.

Een aantal ideeën uit het oorspronkelijke boek werden overgenomen in de sequels van Jurassic Park:
- De openingsscène van het boek, een meisje dat op een verlaten strand aangevallen wordt door een groepje Procompsognathussen, evenals de watervalscène, waarin een aantal personen zich achter een waterval verbergen voor een Tyrannosaurus, werd overgenomen in de tweede film The Lost World: Jurassic Park.
- De scène uit het boek waarin een grote stalen volière bewoond door vliegende Pteranodons voorkomt, werd gebruikt in de derde film Jurassic Park III.
- In het boek is te lezen over een attractie waar bezoekers met een kano op een rivier kunnen varen. In de film komt die attractie niet voor, maar in Jurassic World is te zien dat in dat park wel zo'n attractie staat.